# Ferrari F300
Ferrari F300 — гоночный автомобиль с открытыми колёсами команды Scuderia Ferrari на сезон 1998 года Формулы-1. Хотя на нём не был выигран чемпионат, автомобиль имел много новых технических решений и стал базой для создания будущих чемпионских автомобилей Михаэля Шумахера.

## История
Это был первый полностью новый автомобиль, созданный Рори Бирном. В соответствии с техническим регламентом 1998 г., автомобиль имел переднюю и заднюю колею на 20 см уже и шины с канавками вместо сликов. При создании автомобиля был использован совершенно новый поход к формированию его аэродинамических форм. Это стало возможным благодаря введению в строй в конце 1997 года новой аэродинамической трубы Ferrari, самой большой для автомобилей формулы 1 на тот момент. При разработке F-300 не было возможности полностью использовать преимущества новой трубы, но в течение сезона были проведены серьёзные аэродинамические исследования, позволившие существенно улучшить характеристики автомобиля. Двигатель также был новым «Tipo 047» отличавшийся углом развала между цилиндрами в 80° (вместо 75° годом ранее) что позволило снизить его высоту и центр тяжести. Коробка передач также была новой, продольной, а не поперечной. Сделана она была из титана с углепластиковыми вставками, что делало её очень лёгкой. С ней было множество проблем на предсезонных тестах, но к началу чемпионата коробка была полностью доведена. Передняя подвеска имела совершенно новую компоновку, которая сохранится неизменной на долгие годы (вертикальные амортизаторы и горизонтальный торсион). Рычаги задней подвески были изготовлены из углепластика.

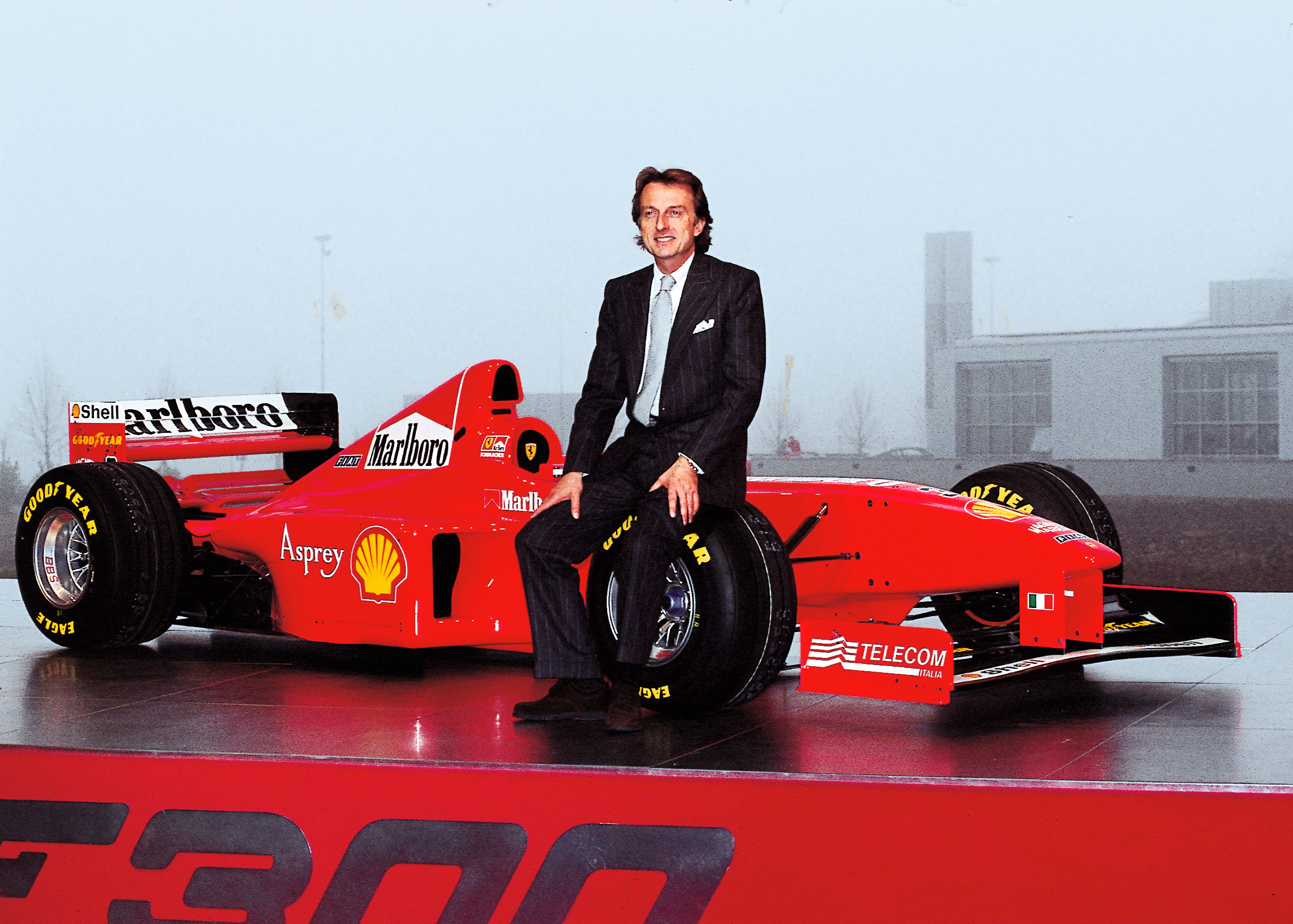

В 1998 г. Михаэль Шумахер и Ferrari вновь были близки к титулу. На этот раз они столкнулись с новым противником: Williams — Renault были смещены с пьедестала вооружёнными двигателями Mercedes McLaren. Шумахер боролся с финном Микой Хаккиненом в последней гонке сезона в Судзуке, но ошибка на старте, а затем прокол колеса в середине гонки лишили Михаэля шанса вернуть чемпионский титул в Maranello. Тем не менее, шесть побед (в Аргентине, Канаде, Франции, Англии, Венгрии и Италии) и 133 очка установили новый рекорд для Ferrari.

## Результаты в чемпионате мира Формулы-1
| Легенда к таблице |                                                                    |
| --- | ------------------------------------------------------------------ |
| В таблице перечислены результаты всех Гран-при Формулы-1, в которых использовался автомобиль. Строками таблицы являются сезоны, столбцами — этапы чемпионата мира. В каждой клетке указаны сокращённое название этапа и результат, дополнительно обозначенный цветом. Расшифровка обозначений и цветов представлена в нижеследующей таблице. |                                                                    |
| \| Пример \| Описание \| \| ------------ \| ------------------------------------------------------------------ \| \| 1 \| Победитель \| \| 2 \| Второе место \| \| 3 \| Третье место \| \| 5 \| Финишировал, заработав очки \| \| Сход \| Не финишировал, но при этом заработал очки \| \| 12 \| Финишировал, не получив очков \| \| НКЛ \| Финишировал, но не попал в финальную классификацию \| \| 15 \| Участвовал вне зачёта, либо по отдельной классификации \| \| 18 \| Не финишировал, но попал в финальную классификацию \| \| Сход \| Не финишировал \| \| НКВ \| Не прошёл квалификацию \| \| НПКВ \| Не прошёл предквалификацию \| \| ДСК \| Дисквалифицирован \| \| ИСК \| Исключён из протокола соревнований \| \| ТТ \| Заявлен для участия только в тренировках \| \| НС \| Участвовал в квалификации, но не стартовал в гонке \| \| Т \| Травмирован или болен \| \| ОТК \| Отказ от участия \| \| НТР \| Прибыл на соревнования, но на трассу не выезжал \| \| НПР \| Был заявлен в числе участников, но не прибыл к началу соревнований \| \| О \| Соревнования отменены \| \| \| Не участвовал \| \| Поул-позиция \| \| \| Быстрый круг \| \| |                                                                    |
| Пример | Описание                                                           |
| 1 | Победитель                                                         |
| 2 | Второе место                                                       |
| 3 | Третье место                                                       |
| 5 | Финишировал, заработав очки                                        |
| Сход | Не финишировал, но при этом заработал очки                         |
| 12 | Финишировал, не получив очков                                      |
| НКЛ | Финишировал, но не попал в финальную классификацию                 |
| 15 | Участвовал вне зачёта, либо по отдельной классификации             |
| 18 | Не финишировал, но попал в финальную классификацию                 |
| Сход | Не финишировал                                                     |
| НКВ | Не прошёл квалификацию                                             |
| НПКВ | Не прошёл предквалификацию                                         |
| ДСК | Дисквалифицирован                                                  |
| ИСК | Исключён из протокола соревнований                                 |
| ТТ | Заявлен для участия только в тренировках                           |
| НС | Участвовал в квалификации, но не стартовал в гонке                 |
| Т | Травмирован или болен                                              |
| ОТК | Отказ от участия                                                   |
| НТР | Прибыл на соревнования, но на трассу не выезжал                    |
| НПР | Был заявлен в числе участников, но не прибыл к началу соревнований |
| О | Соревнования отменены                                              |
| | Не участвовал                                                      |
| Поул-позиция |                                                                    |
| Быстрый круг |                                                                    |

| Год  | Команда                   | Двигатель            | Шины | Пилоты    | 1    | 2   | 3   | 4   | 5    | 6   | 7   | 8   | 9   | 10  | 11  | 12   | 13   | 14  | 15  | 16   | Место | Очки |
| ---- | ------------------------- | -------------------- | ---- | --------- | ---- | --- | --- | --- | ---- | --- | --- | --- | --- | --- | --- | ---- | ---- | --- | --- | ---- | ----- | ---- |
| 1998 | Scuderia Ferrari Marlboro | Ferrari 047 3,0, V10 | G    |           | АВС  | БРА | АРГ | САН | ИСП  | МОН | КАН | ФРА | ВЕЛ | АВТ | ГЕР | ВЕН  | БЕЛ  | ИТА | ЛЮК | ЯПО  | 2     | 133  |
| 1998 | Scuderia Ferrari Marlboro | Ferrari 047 3,0, V10 | G    | М.Шумахер | Сход | 3   | 1   | 2   | 3    | 10  | 1   | 1   | 1   | 3   | 5   | 1    | Сход | 1   | 2   | Сход | 2     | 133  |
| 1998 | Scuderia Ferrari Marlboro | Ferrari 047 3,0, V10 | G    | Э.Ирвайн  | 4    | 8   | 3   | 3   | Сход | 3   | 3   | 2   | 3   | 4   | 8   | Сход | Сход | 2   | 4   | 2    | 2     | 133  |